# Stanisław Gliński (oficer)

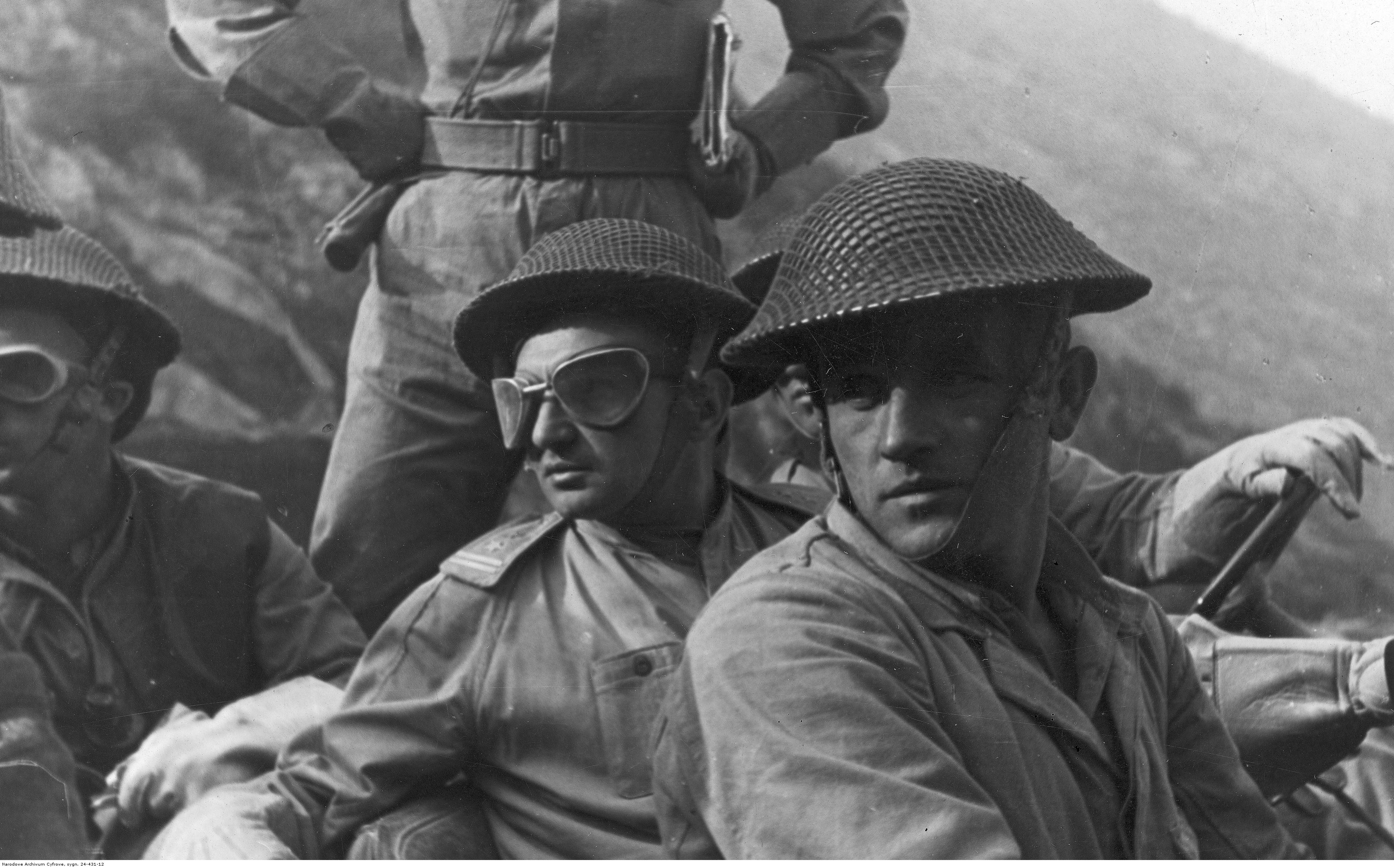
Ppłk Stanisław Gliński (w okularach), dowódca 4 Pułku Pancernego „Skorpion”, wizytuje zgrupowanie czołgów w „Gardzieli” pod Monte Cassino

Stanisław Gliński, ps. „Witold Korczak” (ur. 10 marca 1900 w Warszawie, zm. 26 lutego 1994 w Launceston) – pułkownik broni pancernych Wojska Polskiego.

## Życiorys
Urodził się w rodzinie Jana i Eugenii z Amirowiczów. Miał pięcioro rodzeństwa. Jego starszym bratem był Jerzy (1896–1940), podpułkownik broni pancernych Wojska Polskiego.
Był członkiem Związku Strzeleckiego. Jako uczeń warszawskiego Gimnazjum im. Mikołaja Reja został w czerwcu 1915 aresztowany przez władze carskie za działalność w tajnej 1. drużynie skautowej, której był komendantem (od 1929 1 Warszawska Drużyna Harcerska im. Romualda Traugutta „Czarna Jedynka”). Po wywiezieniu do Charkowa w głębi Rosji został pod koniec 1915 zwolniony z więzienia pod warunkiem, że nie opuści Charkowa. Został tam hufcowym w harcerstwie oraz komendantem Polskiej Organizacji Wojskowej. Latem 1918 przedostał się do Lwowa, skąd POW przerzuciła go do Kraśnika, a w listopadzie był już w Warszawie, gdzie uczestniczył w rozbrajaniu Niemców.
W styczniu 1919 otrzymał przydział do 3 pułku ułanów Lubelskich, z którym uczestniczył w oswobodzeniu Wilna. Na froncie litewsko-białoruskim walczył w szwadronie 2 pułku strzelców konnych przydzielonego do 2 Dywizji Piechoty Legionów. Zimą tego roku wrócił do Warszawy, zdał maturę w państwowej szkole dla byłych wojskowych, rozpoczął studia na Politechnice Warszawskiej, ale po roku studiów wyjechał ochotniczo brać udział w walce Górnego Śląska o polskość. Brał udział w II i III powstaniu śląskim pod pseudonimem „Witold Korczak”. Otrzymał przydział do referatu do specjalnych poruczeń Dowództwa Polskiej Organizacji Wojskowej Górnego Śląska. W sierpniu 1920 uczestniczył w II powstaniu śląskim. Po powstaniu został dowódcą ochrony Wojciecha Korfantego. Pod koniec tego roku przeszedł do nowo utworzonego Referatu Destrukcji Dowództwa Obrony Plebiscytu. W wojskowych przygotowaniach do III powstania śląskiego objął dowodzenie oddziałem destrukcyjnym w grupie „UE”, na czele którego uczestniczył w akcji „Mosty” w nocy z 2 na 3 maja 1921, rozpoczynającej  III powstanie śląskie. Dowodzony przez niego oddział wysadził most kolejowy na Osłobodze w Dzierżysławicach koło Prudnika.
Po zakończeniu powstania przydzielono go do 4 pułku strzelców konnych. 16 listopada 1923 został przemianowany z dniem 1 listopada 1923 na oficera zawodowego w stopniu porucznika ze starszeństwem z 1 czerwca 1920 i 33. lokatą w korpusie oficerów jazdy. W 1924 ukończył Centralną Szkołę Kawalerii w Grudziądzu. 2 kwietnia 1929 został awansowany do stopnia rotmistrza ze starszeństwem z dniem 1 stycznia 1929 i 11. lokatą w korpusie oficerów kawalerii. W latach 1930–1933 pozostawał w dyspozycji szefa Departamentu Kawalerii Ministerstwa Spraw Wojskowych. Przebywał wówczas we Francji w ramach pracy dla Oddziału II Sztabu Głównego. 26 stycznia 1934 ogłoszono jego przeniesienie do Sztabu Głównego. 7 czerwca 1934 został przeniesiony do 4 psk w Płocku. Później został wykładowcą w Centrum Wyszkolenia Czołgów i Samochodów Pancernych, a potem dyrektorem nauk w Centrum Wyszkolenia Broni Pancernych w Modlinie. Na stopień majora został mianowany ze starszeństwem z 1 stycznia 1936 i 23. lokatą w korpusie oficerów kawalerii. W 1937, w tym samym stopniu i starszeństwie, został przeniesiony do korpusu oficerów broni pancernych, grupa liniowa. W 1938 skierowano go na staż liniowy do 12 batalionu pancernego w Łucku na stanowisko zastępcy dowódcy. W sierpniu 1939 objął dowodzenie nowo utworzoną w ramach mobilizacji jednostką – 21 dywizjonem pancernym.
1 września 1939 dowodził dywizjonem w czasie bitwy pod Mokrą. Po wkroczeniu Armii Czerwonej do Polski Stanisław Gliński przekroczył wraz ze swoją jednostką 21 września granicę polsko-węgierską, gdzie został internowany. Po przedostaniu się do Francji walczył w 1940 w rejonie Vertuze – Avize, Champaubert i Montgivroux. Brał udział w kampanii francuskiej jako dowódca 1 batalionu czołgów 1 pułku czołgów 10 Brygady Kawalerii Pancernej. Po klęsce Francji przedostał się do Anglii. Został komendantem Ośrodka Zapasowego Broni Pancernej przemianowanego w grudniu 1941 na Centrum Wyszkolenia Broni Pancernej i Motorowej.
W 1942 został skierowany na Bliski Wschód. W dniu 2 czerwca 1942 został dowódcą 1 batalionu czołgów w Palestynie, a następnie 4 pułku pancernego „Skorpion”, który walczył m.in. pod Monte Cassino. W walkach o Ankonę został ciężko ranny. 
Po zakończeniu wojny pozostał za granicą. Był komendantem Centrum Wyszkolenia Pancernego i Technicznego. W latach 1947–1949 wykładał taktykę broni pancernej w polskiej Wyższej Szkole Wojennej w Szkocji. W 1964 przeszedł na emeryturę i osiedlił się w Launceston na Tasmanii, gdzie 26 lutego 1994 zmarł. 24 września 1994 został pochowany na cmentarzu komunalnym w Opolu (sektor 1G/1/45).

## Awanse
- podporucznik – po 1921
- porucznik – 1923
- rotmistrz – 1929
- major – 1936
- podpułkownik – przed majem 1944

## Ordery i odznaczenia
- Krzyż Srebrny Orderu Wojennego Virtuti Militari (za udział w powstaniach śląskich)
- Krzyż Niepodległości z Mieczami (20 stycznia 1931)[19][20]
- Krzyż Walecznych (czterokrotnie[21]: po raz pierwszy za służbę w POW w b. zaborze austriackim i b. okupacji austriackiej[22])
- Srebrny Krzyż Zasługi (10 listopada 1928)[23][21]
- Krzyż na Śląskiej Wstędze Waleczności i Zasługi[24]
- Medal Pamiątkowy za Wojnę 1918–1921[24]
- Medal Dziesięciolecia Odzyskanej Niepodległości[24]
- Krzyż Pamiątkowy Monte Cassino
- Państwowa Odznaka Sportowa[24]
- Medal Wojny 1939–1945 (Wielka Brytania)[25]
- Medal Obrony (Wielka Brytania)[25]
- Gwiazda za Wojnę 1939–1945 (Wielka Brytania)[25]
- Gwiazda Afryki (Wielka Brytania)[25]
- Gwiazda Italii (Wielka Brytania)[25]